# 時間知覺

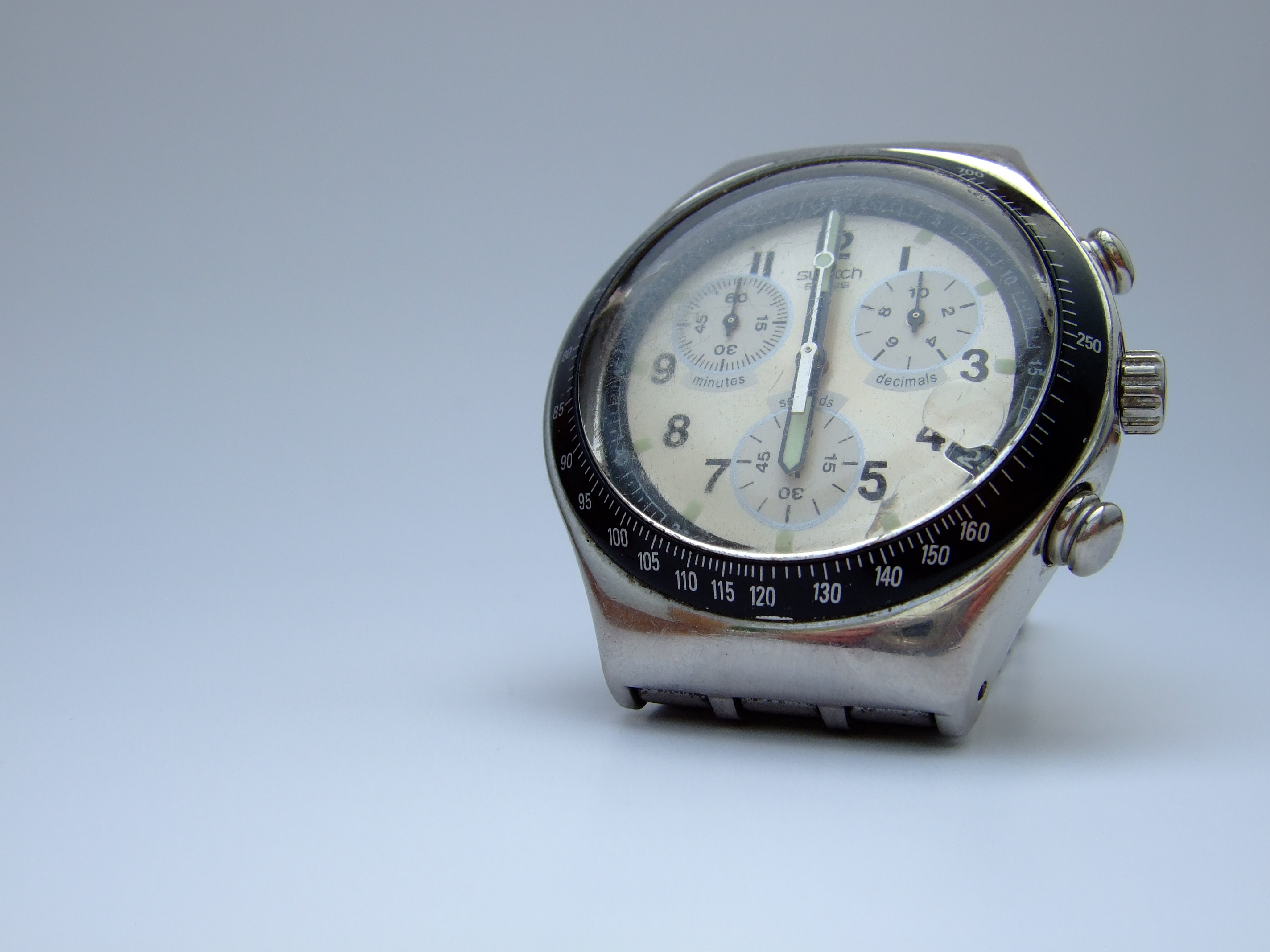
一块当代石英表

時間知覺（英語：Time perception）是心理學、認知語言學和神经科学中的一個重要概念，也稱為時間感。它指人在不使用任何計時工具的情況下，對客觀現象的延續性和順序性的感知。這種感知來源於內部或者外部，外部感知可來源於晝夜長短、節氣、太陽高度等等。內部感知可來源於我們的心跳、呼吸等等。在實驗心理學中，有“複製刺激”的實驗。即給被試一個刺激，燈光或是聲音，刺激出現的時間不等，被試接受刺激後，以被試所感覺的刺激出現時間複製這個刺激。實驗證明，被試在刺激出現3秒的情況下複製比較準確。
两个事件之间的时间感知被称为感觉时间。其他人的感觉时间是无法被主观感受的，但是可以使用一系列科学实验客观地研究它。时间知觉是一种大脑的构造。在不同情况下它可以被影响或者改变。这样的时间错感可以帮助研究时间知觉下的神经原理。

## 理论
威廉·J·弗里德曼于1993年提出两个相对的时间知觉的理论：
- 时间记忆的强度模型。这个理论认为记忆路径随时间的延伸不断变弱。人依靠记忆的强度来测量一个记忆过去的年龄（也就是说记忆里的事件是在多久以前发生的）。这个理论与对新事件的记忆消失得比对老事件的记忆快的事实相悖
- 推理模型认为一个事件的时间是通过它与其它时间已知的时间之间的关系推理出来的

另一个理论认为大脑的潜意识在一定的间断里“发射脉冲”，形成一种生理跑表。这个理论认为根据不同行为大脑可以同时有多个不同的生理跑表。这些脉冲的位置和它们的生物原理不明。这个理论并没有能够解释时间知觉的大脑生理或者它的产生部位。

## 哲学理论
似现在是意识在感觉到是现在的那段时间状态。这个定义首先是由科莱在1882年提出的，威廉·詹姆士后来对它加以发展。詹姆士把似现在定义为“所有感知的时间的原型......我们即刻和不断感觉到的那个短暂的一瞬间。”1930年布罗德在《科学思想》上继续发展似现在的概念并认为似现在可以被看作是时间的感觉基准。埃德蒙德·胡塞爾在他的著作里使用这个定义。弗朗西斯·克瓦雷拉在胡塞尔、马丁·海德格尔和莫里斯·梅洛-龐蒂的基础上对这个概念进一步发展。

## 神经科学观点
虽然时间感没有自己特有的感官心理学家和神经学家认为人类有一个系统，或者多个互相补充的系统负责对时间的知觉。对时间的感知分布在大脑皮质、小脑和基底核等不同大脑部位。视交叉上核似乎尤其负责昼夜节律，其它细胞群似乎也能够测量短暂的时间（短日节律）。一些迹象似乎表明一些专门的大脑初级感知部位的神经细胞可以测量非常短的（毫秒）时间。
沃伦·梅克提出一个时间测量的生理模型。他发现时间感是由大脑皮质上层的振荡活动产生的。这些细胞的活动频率是在前脑基部背纹的细胞里发现的。他的模型区分显式定时和隐式定时。显示定时用来测量一个刺激的长度。隐式定时用来推测一个在不久的未来将发生的事件与目前之间的时间差。这两个定时的神经解剖部位不同。隐式定时常常用来产生一个肌肉运动，与它相关的神经部位包括小脑、左顶叶皮层和左前运动皮质。
一个人总是把视野里的两个间隔不大于五毫秒的视觉刺激被看作是同时发生的。
戴维·伊格尔曼在他的著名文章《大脑时间》里解释不同感官信息（听觉、触觉、视觉等等）在不同神经结构里处理的速度不同。假如大脑要产生一个外部世界统一时间性的表达的话它必须克服这些不同速度造成的差错：“假如视觉大脑要正确地获得事件的信息它只有一个办法：它必须等到最慢的信息到达。为此它必须等待大约十分之一秒的时间。在电视传播刚开始的时候工程师们担心同步声音和图像信号的问题。但是他们偶尔发现它们有大约100毫秒的时间：只要信号在这段时间里达到，观众的大脑会自动同步信号。”他继续说“这个短暂的等待期帮助视觉系统克服早期的不同延迟。它的缺点是迟缓感知。能够尽可能地降低这个延迟给生存带来优点：动物不能太长久地延迟它们的感知。因此这个十分之一秒的窗口可能是最低的延迟，它使得大脑可以克服初级系统的延迟，同时尽可能地缩短这个延迟。这个延迟意味着我们的知觉是后测的、结合的数据，是事件发生后的数据，它提供的是事后对事件的理解。”
实验证明即使鼠的大脑皮层被移除它们依然能够估计约40秒钟的时间.。这说明估计时间可能是一个低级（次皮层）过程。

## 时间错觉的种类
时间错觉是对时间感知的错误，两件以上的事件发生的间隔非常短的情况下（一般小于一秒）会发生这样的错觉。在这些情况下一个人可能觉得时间变慢、停止、加快或者后退。此外一个人可能错误地感知事件发生的顺序。
- 伸缩效应：人们觉得最近发生的事情似乎发生在比实际远，而过去很久发生的事情则发生得比实际近[20]。
- 维耶尔特定律：短暂的间隔被估计得长，长的间隔被估计得短
- 假如在一个间断里发生很多变化的话这个间断会被感受得比发生变化少的间断长
- 动机大的情况下一个任务似乎不同很长事件来完成
- 假如一个任务被中断或者打断的话完成它的时间似乎拉长
- 听觉刺激似乎比视觉刺激持续的时间长[21][22][23][24]
- 越强烈的刺激持续的时间似乎越长
- 重复接受不同时刺激会导致刺激同时发生的感觉

### 感知时间扩张
感知时间扩张是一种可以实验重复验证的时间感知错觉,。由于每个刺激视觉、听觉和触觉的间隔实验者会感觉刺激之间的间断时间比实际上要长或者短。比如一段旅行被分成两段时间一样长的旅程。虽然时间上这两段旅程的时间一样长，但是距离长的那段旅程似乎比距离短的那段用的时间多。

### 时间冻结
时间冻结是一种时间错觉，在接受一个新的事件或者任务后大脑似乎会觉得时间变长。比如在扫视后下一个刺激的时间似乎变长。这个错觉可以延长到500毫秒。这个现象符合在感受之前视觉系统就已经在预视下一个事件了。这个错觉最著名的实验是所谓的“钟停错觉”。在快速扫视一面时钟后时钟的秒针指针的下一次运动似乎要等很长时间后才发生（一个人会觉得好像秒针指针冻结了一样）。
不光视觉会产生钟停错觉，听觉和触觉也会导致钟停错觉。一个很常见的例子是打电话：比如在聽电话铃响时，打电话的人把电话从一个耳朵转到另一个，铃声的长度似乎会变长。在触觉方面，试验者抓住一个新物件时会觉得他们的手触摸到物件的时间比实际长。在其它试验里试验者用开关开灯他们会觉得灯在开关开之前就亮了。

### 奇球效应
一个人最近的体验似乎会改变他对事件的感知。在一系列同样的事件中人们典型地把第一次事件持续的时间估计得长。与被预计的经常发生的“标准”刺激相比没有被预计的“奇球”刺激似乎持续的时间长。
奇球效应可能是进化导致的“警告”功能，它符合在危险情况下时间似乎变慢的报道。一个在视网膜上不断变大的图像，或者说一个似乎在不断接近的现象，造成的效应似乎最强烈。一个缩小或者似乎离开试验者的奇球没有这个效应。假如在一群扩大的刺激里有一个不变的奇球的话奇球效应会减弱或者甚至逆转。
最初的研究认为奇球效应导致30%-50%的主观时间延长，但是后来的研究认为其效果只有10%或更少。使用的刺激也影响试验者感觉时间是变长还是变短。

### 情绪的效应

#### 敬畏
研究认为敬畏延伸人的时间感觉。敬畏提高人的注意力，因此人的时间知觉在感受敬畏时会变慢。

#### 恐惧
一个人面临危险或者交配时出现的时间错觉可能与奇球效应有关。比如在蹦极或跳伞时时间似乎变慢。人在出乎意外地觉察到周围有捕猎者或者交配对象时时间似乎也变慢。这个时间变慢的知觉可能有进化优点因为它可能能够使人在这个关键生存时刻迅速做出决定。但是虽然普遍有人报道在这些情况下时间似乎变慢，其原理是因为时间分辨率在这些情况下提高，还是因为它是在这样的情绪情况下产生的错觉。
在危险情况下时间放慢似乎是一个回顾时的现象。在自由跌落和恐惧情况下做的知觉能力测试和对闪光刺激的敏感度做的试验证明在这些情况下人的时间知觉并没有提高。但是试验者对恐惧情况的记忆比平常紧凑，因此在记忆里这样的情况似乎比平常长。
观看恐怖电影的人在看完后往往把视觉刺激的持续时间估计的比较长，观看悲伤电影或者气象预报、股市报道等没有情绪的影片的人没有这样的反应。一些学者认为恐怖会刺激杏仁核，因此提高“体内鐘”的速度。这可能是进化对危险情况造成的一种防御反应。
三岁的幼童在危险情况下也会把时间感知變长。

#### 同情
感知别人的情绪也能改变一个人对时间的感知。镜像神经元能够解释为什么其他人的情绪能够改变一个人对时间的感知。一个人能够在内部反应和模拟其他人的情绪。比如假如一个人和另一个说话走路非常慢的人一起待一段时间后他的内部钟也会变慢。

#### 沮丧
沮丧可能可以提高人对时间知觉的精确性。一个测试这个理论的研究让测试者估计3到65秒钟之间的时间。调查结果认为沮丧的人估计的时间比不沮丧的人精确。估计这是因为沮丧的人在估计时间的时候比较少被外部因素影响。做这个研究的科学家把这个现象称为“沮丧实际主义”。

### 年龄的变化
心理学家发现对时间的感知随年龄增长加快。这往往使人随年龄增长把同一段时间估计得越来越短。这个变化可能是由于大脑的老化导致的，比如老年大脑分泌的多巴胺比较少，但是其最终原因还有争议。一个试验比较一群19到24岁的人和一群60到80岁的人对三分钟时间的估计。试验发现年轻人平均在3分钟3秒钟后估计到3分钟过去了，而老年人平均在3分钟40秒钟后估计3分钟过去了。
非常小的孩子实实在在地“生活在时间里”，他们没有意识到时间的流逝。孩子要在主观意识到和回思一系列事件之间的关系后才意识到时间的流逝。随着孩子的注意力和短期记忆能力的发展孩子慢慢发展对时间的意识。一般认为这个过程与前額葉皮質和海马体的发展有关。
对于一个11岁的人来说一天约相当于他生命的1/4000，对于一个55岁的人来说一天约相当于他生命的1/20000。这可能可以解释为什麼对于儿童来说时间比成年人似乎流逝得慢。短的时间好像与年龄的平方根的比例快。所以一个55岁的人觉得一年比一个11岁的人觉得的快2.25倍。假如长期时间的感受与人的年龄成比例的话那么下面的时间期会被感受为一样长：5到10岁，10到20岁，20到40岁，40到80岁。
一个解释认为对于小孩子来说大多数外部和内部的体验都是新的，而对成年人来说大多数体验是重复。孩子们的注意力非常集中在此刻，因为他们必须不断地更改他们对世界的模型来适合外部的环境，对外部环境正确反应。而成年人很少更改他们的世界模型和外部重复。成年人不断体验同一刺激后他们的大脑把这些刺激当作“不可见”，因为大脑已经能够足够和有效地反应了。这个现象被称为神经性适应。因此成年人的大脑记录的记忆比较少。其结果是成年人觉得时间过得快。

### 药物
兴奋剂加快时间的感受，而降凝剂和麻醉品降慢时间的感受。
有心理作用的药物会改变对时间的判断。传统的致幻药品如D-麦角酸二乙胺、裸盖菇素、麦司卡林和分离性的致幻药品如苯环己哌啶、氯胺酮、右美沙芬等都对时间感知有作用。在高计量下时间会放慢、加快或者好像断续。1955年英国议会议员克里斯托弗·梅休在他的朋友汉弗莱·奥斯蒙德的指导下服用麦司卡林。他在英国广播公司的纪录片《内心以外》中说在试验过程里他多次感觉“时间没有终止”。
人和鼠在服用兴奋剂后都会觉得时间加速，降凝剂的作用正好相反。脑内多巴胺和去甲肾上腺素等神经递质的浓度可能是这些反应的原因。尤其多巴胺与人的时间感知的关系密切。激活多巴胺受体的药物加速人对时间的感知，而多巴胺拮抗剂则使人觉得时间降慢。

### 体温
体温升高后人对时间的感知会加快，体温降低后会变慢。

### 时间顺序逆转现象
众多试验发现在特殊情况下人会错排事件发生的时间顺序。不断接受非同时刺激后人会错判刺激的同时性。戴维·伊格尔曼通过延缓试验者的动作使得试验者把事件发生的顺序颠倒。在这个试验里试验者玩不同的电子游戏。试验者不知道的是他们动作鼠标和获得感知反馈之间有一定的延缓。比如他在移动鼠标150毫秒后才看到鼠标在屏幕上动。试验者很快适应了这个延缓因此觉得这个延缓没有那么强烈。此后这个延缓被取消，试验者会感觉好像屏幕上的运动是在他们移动鼠标前就发生了。这个试验显示人的期待会影响对时间的感知，以及这样的期待会很快产生。哈加德和同事2002年做了一个试验，在这个试验里试验者按一个按钮100毫秒后会看到一定距离外的一道闪光。重复这个经验使得试验者适应这个延迟。此后闪光在试验者按按钮后立刻出现，试验者会觉得好像闪光出现在他们按按钮前。此外在延迟被稍微缩短和闪光的距离被缩短后试验者也往往说觉得闪光出现在按按钮前。
一些试验发现两只手左右交叉后每只手迅速相继接受触觉刺激后会导致时间顺序逆转现象。但是先天失明的人在这样的试验里没有显示时间顺序逆转。这个试验说明先天失明的人在感受刺激顺序的过程里没有把视觉空间的信号结合进来。但是不是先天失明的人在类似试验里的感受和不失明的人一样。这说明触觉信号和视觉空间信号之间的链接是在幼儿时期就形成的。一些研究还发现手在背后交叉产生的时间顺序逆转的强度不像手在身前交叉所造成的逆转。

### 闪光延迟效应
在一个试验里试验者瞪着一个计算机屏幕上的X符号，同时一个蓝色的环多次环绕X符号转。偶尔环的内部会闪亮白色的闪光，闪光的时间不到一秒钟长。但是试验者报告说他们看到的白色闪光延迟在运动的环的后面。也就是说闪光似乎跟在运动的物体后面。这个现象被称为闪光延迟效应。
最初的解释认为大脑预测运动物体的位置，但是不预测闪光的位置，因此产生延迟的感觉。第二个解释认为视觉系统处理运动物体的速度比闪光快。为了证明第一个解释是错误的，伊格尔曼在闪光后立刻扭转环的运动。假如第一个解释是正确的，那么试验者会觉得闪光位于环的前面。但是实际上试验者说他们觉得闪光依然延迟在环的后面。这个试验支持第二个解释。最近的研究试图融合这两个解释。

### 病
帕金森氏症、精神分裂症和注意力不足過動症与脑内多巴胺浓度不正常有关，也与时间感知不正常有关。神经药物学研究证明测量秒到分钟长度的体内钟与基底神经节多巴胺功能有关。注意力不足过动症的孩子在做测量时间任务时显示时间对他们来说流逝得非常慢。患有抽动秽语综合征 的孩子在估计一秒钟以上的时间时比其他孩子强，他们需要前额叶皮层来控制他们的毛病。
奧利佛·薩克斯在他的书《醒来》里讨论帕金森氏病患者无法正确感知时间和速度。比如他让E先生有节奏地拍手，但是E先生只能在开始的时候有节奏地拍手，此后他拍手的速度越来越快和不规则，最后他的动作冻结。他结束后问观众他们对他的表现是否满意。当他们说“不”时他觉得很委屈，因为他觉得他拍手很规律。服用L-多巴后这个症状减轻，在服用大量L-多巴后甚至完全消失。这个试验不但显示了帕金森氏病影响时间感知，而且显示了多巴胺的作用。
在注意力不足過動症里多巴胺可能也有它的作用。多巴胺系统涉及工作记忆和抑制过程。这是注意力不足過動症的两个主要病状。患这个病的孩子也在时间感知测试里有很大的缺陷。与做对比的不患病孩子相比他们在时间重复试验里回应得早。
心理学家注意到神经分裂症病人除其它感知异常外对时间的感知也产生变化。这个现象首次于1927年由闵科斯基描述。许多神经分裂症患者不把时间感知为一系列相互有关的事件发生的过程。与普通人相比神经分裂症病人似乎在感知时间时有延迟。
一些研究认为这些时间感知缺陷可能导致病人感受到的幻觉的一部分。一些学者认为“时间感知缺陷导致运动原因和运动感知的缺陷。”

## 著作
- Le Poidevin R. Zalta EN , 编. . The Stanford Encyclopedia of Philosophy. Winter 2004  [2017-07-01]. （原始内容存档于2019-03-18）.
- Hodder A. . . London:: S. Sonnenschein &. 1901: 36–56.  [2017-07-01]. （原始内容存档于2020-08-20）.
- Underwood G, Swain RA. . Perception. 1973, 2 (1): 101–5. PMID 4777562. doi:10.1068/p020101.
- Brown SW, Stubbs DA. . Perception. 1992, 21 (4): 545–57. PMID 1437469. doi:10.1068/p210545.
- Eagleman DM, Tse PU, Buonomano D, Janssen P, Nobre AC, Holcombe AO. . The Journal of Neuroscience. November 2005, 25 (45): 10369–71. PMID 16280574. doi:10.1523/JNEUROSCI.3487-05.2005.
- Slanger TG.  (PDF). Journal of Scientific Exploration. 1988, 2 (2): 203–216  [2011-10-02]. （原始内容 (PDF)存档于2011-08-09）.
- Le Poidevin R. . Oxford [Oxfordshire]: Oxford University Press. 2007  [2017-07-01]. ISBN 978-0-19-926589-3. （原始内容存档于2019-06-05）.